# Tro-Bro Léon 2011
Il Tro-Bro Léon 2011, ventottesima edizione della corsa e valida come evento dell'UCI Europe Tour 2011 categoria 1.1, si svolse il 17 aprile 2011 su un percorso totale di circa 206,4 km. Fu vinto dal francese Vincent Jérôme che terminò la gara in 4h58'07", alla media di 41,541 km/h.
Al traguardo 52 ciclisti portarono a termine il percorso.

## Ordine d'arrivo (Top 10)
| Pos. | Corridore          | Squadra       | Tempo    |
| ---- | ------------------ | ------------- | -------- |
| 1    | Vincent Jérôme     | Europcar      | 4h58'07" |
| 2    | Will Routley       | SpiderTech    | a 1"     |
| 3    | Arnold Jeannesson  | FDJ           | a 20"    |
| 4    | Steve Chainel      | FDJ           | s.t.     |
| 5    | Benoit Daeninck    | Roubaix       | a 30"    |
| 6    | Bruno Langlois     | SpiderTech    | a 32"    |
| 7    | Matthieu Ladagnous | FDJ           | a 36"    |
| 8    | Mathieu Drujon     | BigMat        | s.t.     |
| 9    | Alexandre Blain    | Endura Racing | s.t.     |
| 10   | Kristof Goddaert   | AG2R La Mon.  | s.t.     |